# Щёлоков, Иван Александрович
Иван Александрович Щёлоков (род. 30 августа 1956, Красный Лог, Воронежская область) — советский, российский поэт и публицист. Член Союза писателей России. Заслуженный работник культуры Российской Федерации (2007).

## Биография
Родился 30 августа 1956 года в селе Красный Лог Каширского района Воронежской области. В 1978 году закончил филологический факультет Воронежский государственный университет. Публикуется с 1972 года. С 1978 года по 1982 год работал в районных газетах, с 1982 года по 1992 год — в редакции областной газеты «Молодой коммунар», в том числе с 1987 года по 1992 год — главным редактором. С 1992 года по 2009 год находился на государственной службе в должности руководителя управления по делам печати и СМК администрации Воронежской области. Член Союза писателей России с 1997 года. Автор двенадцати книг. В настоящее время — главный редактор литературно-художественного журнала «Подъём» (Воронеж), председатель Воронежского регионального отделения Союза писателей России.
В 2022 году подписал письмо в поддержку российского военного вторжения на Украину.

## Творчество
Печатался в «Литературной газете», альманахах «День Поэзии России» за 2006—2016 гг., журналах «Наш современник», «Москва», «Молодая гвардия», «Нева», «Роман-журнал. XXI век», «Второй Петербург», «Сельская новь», «Воин России», «Пограничник», «День и ночь» (Красноярск), «Север» (Петрозаводск), «Огни Кузбасса» (Кемерово), «Дон» (Ростов), «Союз писателей» (Новокузнецк), «Русский литературный журнал в Атланте» (США), «Новая литературная Немига» (Белоруссия), «Азербайджан», в литературном альманахе «Казахстан — Россия» (Алматы: Изд-во «Жибек жолы», 2015) и др. коллективных сборниках.

### Избранные произведения
- Под знаком Водолея. Стихи. — Воронеж: Центрально-Чернозёмное книжное издательство, 1992. — 160 с. ISBN 5-7458-0489-9
- Чтоб не остаться в мире одному. Стихотворения и поэмы. — Воронеж: Издательство им. Е. А. Болховитинова, 1999. — 208 с. ISBN 5-87456-135-8
- Долгое эхо. Новые стихи. — Воронеж: Центрально-Чернозёмное книжное издательство, 2001. — 96 с. ISBN 5-7458-0769-5
- Осенние многоточия. Библиотека газеты «Коммуна», № 4. — Воронеж: Издательство им. Е. А. Болховитинова, 2002. — 64 с.
- Страждущий ветер. — Воронеж: Центр духовного возрождения Чернозёмного края, 2004. — 272 с. ISBN 5-900270-15-7
- Готовит любовь для полета крыло. Новые стихи. — Воронеж: Издательство им. Е. А. Болховитинова, 2006. — 112 с. ISBN 5-87456-515-9
- Лето на двоих. — М: РИПОЛ классик, 2008. — 160 с. — (Алтарь поэзии) ISBN 978-5-386-00698-3
- Окликните меня — я отзовусь. — Воронеж: Издательство им. Е. А. Болховитинова, 2009. — 176 с. ISBN 978-5-87456-771-2
- Время меняет смысл. Стихотворения и поэмы. — Воронеж: Центр духовного возрождения Чернозёмного края, 2011. — 288 с. ISBN 978-5-91338-053-1
- Песнь о живой земле: Стихотворения, статьи, эссе. — Белгород: Белгород. обл. тип., 2014. — 192 с. ISBN 978-5-86295-283-4
- Город на лучах зари. Стихи о Воронеже. — Воронеж: Издательство им. Е. А. Болховитинова, 2018. — 112 с. ISBN 978-5-4420-0639-1
- "И дороги иные, и приметы не те…" (Жанровое движение лирики Александра Твардовского 30-х годов) // Подъём. — 2010. — № 9.
- Страсти Шекспира не сходят со сцены // Волга. XXI век. — 2014. — № 7—8.
- Вечные странники (Эссе на фоне дождливого летнего утра) 200 лет Михаилу Лермонтову // Подъём (журнал). — 2014. — № 10.
- "Здесь, однако, пробудем два дни..." Эссе о А.С. Грибоедове // Подъём. — 2018. — № 8.
- Вечные странники. Эссе. Статьи. Очерки. — АО «Воронежская областная типография». — Воронеж, 2021. — 256 с. ISBN 978-5-4420-0872-2
- Поклоняюсь мгновеньям. Стихи этих лет, поэма. — АО «Воронежская областная типография». — Воронеж, 2022. — 192 с. ISBN 978-5-4420-0953-8
- Дыханье твоё. Избранные стихотворения. Поэма. — Воронеж: АО «Воронежская областная типография», 2023. — 432 с. ISBN 978-5-4420-1052-7
- Поэмы. — Воронеж: АО «Воронежская областная типография», 2024. — 176 с. ISBN 978-5-4420-1178-4

## Отзывы критиков
- Вячеслав Дёгтев. Бездна лёгкой синевы // Коммуна : газета. — 1993. — № 35.
- Шевченко М.Ф. Свидетели живые. Отклик на творчество И.Щёлокова // Российский писатель : газета. — 2002. — № 9—10.
- Евгений Новичихин. Помнить, кто ты есть и чей : [Рецензия на книгу И.Щёлокова «Страждущий ветер»] // Коммуна : газета. — 2005. — № 32.
- Никитенко Ю. Поворот на родину // Литературная газета. — 2005. — № 30—31.
- Грибкова Оксана. Седьмая книга Ивана Щёлокова. Рецензия на книгу И. Щёлокова "Лето на двоих" // Молодой Коммунар : газета. — 2008. — № 91.
- Шабунина Кристина. Грусть невоплощенья. Рецензия на книгу И.Щёлокова "Лето на двоих" // Воронежский курьер : газета. — 2008. — № 127.
- Согреться под луной :[о книге И.Щёлокова «Лето на двоих»] // Литературная газета. — 2009. — № 8.
- Поэт с шипучей фамилией // Литературная газета. — 2010. — № 12.
- Вячеслав Лютый. Наследство по силе и росту // Коммуна : газета. — 2016. — № 69.
- Евгений Новичихин. Город нашей судьбы: [Уникальный сборник стихов о Воронеже] // Подъём : журнал. — 2018. — № 7.
- Александр Нестругин. Живые глаза: [о книге И.А. Щёлокова "Вечные странники"] // Подъём : журнал. — 2021. — № 7.
- Вячеслав Лютый. Терпкий запах ёлочной коры: [Отблески судьбы в лирике Ивана Щёлокова] // Российский писатель. — 2021.
- Виктор Акаткин. На службе собственной строки...: [Поэмы Ивана Щёлокова] // Подъём : журнал. — 2024. — № 2.
- Вера Геннадьевна Тимофеева. На пространствах воображения // Подъём : журнал. — 2024. — № 10.

## Награды и признание
- Заслуженный работник культуры Российской Федерации (16 февраля 2007 года) — за заслуги в области культуры, печати, телерадиовещания и многолетнюю плодотворную работу[2]
- Лауреат Национальная премия «Имперская культура» имени Эдуарда Володина(2009)
- Лауреат независимой литературной премии "Навстречу дня!" им. Б. Корнилова. Молодость, песня, слава и логика вещей // Независимая газета. — 2011, 24 ноября.
- Лауреат премии Центрального федерального округа России в области культуры и искусства (2012).
- Лауреат Всероссийского поэтического конкурса имени Сергея Есенина (2013) // Без формата. Новости города. — 2013.
- Лауреат Международного литературного конкурса имени А. П. Платонова «Умное сердце» (2013)
- Лауреат международной литературной премии "Югра" (2014) // UgraNow. — 2014, 15 апреля.
- В 2014 году приказом министра культуры РФ удостоен медали «200 лет М. Ю. Лермонтову».
- Лауреат всероссийского конкурса Союза писателей России «Лучшая поэтическая книга 2018 года»
- Лауреат интернет-портала «Российский писатель» (2021).
- 2024 год - Награждён Специальным призом Жюри XV Международного Славянского литературного форума «Золотой Витязь» 2024 года —  за книгу «Дыхание твоё…» (2023)[3]